# Cuentos criminales
Cuentos criminales es una antología de relatos escritos por Laura Méndez de Cuenca. Editado por Libros de la ballena en 2020, la edición contemporánea presenta una recopilación de nueve cuentos con temática criminal de entre la producción de la autora. Es el primer libro de Laura Méndez de Cuenca editado en España. 
El prólogo fue elaborado por la escritora mexicana Brenda Navarro. 

## Contexto
Laura Méndez de Cuenca fue una pedagoga, periodista y escritora mexicana. Además del relato, también cultivó otros géneros como el ensayo, la poesía y la novela. Publicó sus relatos en periódicos mexicanos de la época, como El Imparcial o El Mundo Ilustrado. También recogió algunos de sus relatos en la obra Simplezas (París, 1910).

## Desarrollo del proyecto
La editorial Libros de la ballena es una editorial española que pertenece al Máster de edición: Taller de Libros de la Universidad Autónoma de Madrid. Los alumnos eligen los títulos publicados seleccionando obras y autores con un criterio de recuperación cultural. Cuentos criminales fue propuesto en el año 2018 para ser editado durante el siguiente curso. La antología sigue dos criterios de selección de los relatos: género y temática. Relatos en torno a un crimen y que aúnan temáticas como la denuncia social, la maternidad, la vida marginal y la maldad como rango intrínseco del ser humano. 

## Relatos

### La Venta del Chivo Prieto(1910)
Severiana, una inmigrante que llega a Las Palmas de niña, conoce a Desiderio, un joven de clase alta que renuncia a todo por estar con ella.  Se casan, tienen un hijo a quien llaman Máximo y Severiana se convierte en una madre sobreprotectora dispuesta a cualquier cosa por asegurarle a su hijo un futuro colmado de lujos. Viven en una venta, un negocio que han levantado para ganarse la vida. Un día llega a la venta un joven cargado de dinero que decide pasar la noche allí. La Severiana, movida por el deseo de dar a su hijo una vida mejor, convence a su marido de que mate al huésped para robarle. Tras llevar a cabo el asesinato, se dan cuenta de que por error han matado a su propio hijo.

### El aparecido(1908)
Timoteo acaba en la cárcel tras matar a su mujer y decide trabajar como soplón para el jefe de la Policía a cambio de que le rebajen la condena. Meses después, el jefe decide quitárselo de encima y ordena a los soldados que lo maten, pero Timoteo sobrevive y vuelve a buscar al jefe creyendo que este no tiene nada que ver con el intento de asesinato. Para que no lo descubran, el jefe deja a Timoteo en libertad y le ordena que se vaya lejos de allí.

### El cuico(1908)
Antonio Espinosa se va de casa porque no puede soportar que su padre maltrate a su madre y, para ganarse la vida, se mete en el cuerpo de policía. Un día lo avisan para que vaya a detener a un hombre que ha matado a su amante y, para su sorpresa, el hombre resulta ser su propio padre. 

### Estaba escrito(1890)
La historia de Marcial y Camila, dos trapecistas enamorados. Marcial le declara una tarde su amor a Camila y le promete que esa noche realizarán la última función en el circo, tras casarse ella no volverá al trapecio. Camila sale a hacer su número a la pista y mientras el payaso del circo, un hombre lascivo y sin escrúpulos, le dice obscenidades. Marcial y Camila suben al trapecio, él, cegado por los celos no puede quitarse de la cabeza al payaso. Sin saber muy bien por qué, cuando tiene a Camila sujeta entre las piernas la suelta. Ella cae y muere. La policía detiene a Marcial que ingresa en prisión esa misma noche

### El cinematógrafo(1908)
Unos días después de la muerte de la mujer de Vicente, aparecen unos restos humanos devorados por los coyotes. Se cree que son suyos y de su criada pero Vicente está convencido de que su mujer sigue viva y ha huido. Tiempo después, Vicente va al cine y monta en cólera cuando cree reconocer en el vídeo proyectado a su mujer acompañada de otro hombre. En ese momento, el cine se incendia y la gente huye.

### La Tanda(1908)
Doña Pilar trabaja en una fábrica de tabaco para sacar adelante a su hija, Margarita. Esta sueña con ser actriz y su madre espera la Tanda, una paga extra, para poder comprarle un vestido para las actuaciones y libros de obras de teatro. Sin embargo, Margarita enferma y, como el doctor se niega a atenderla porque no le pueden pagar, muere. Su madre utiliza entonces el dinero de la Tanda para comprar un vestido con el que enterrarla.

### Porque era bizca(1910)
Manuel está enamorado de una mujer de su pueblo, Andrea, pero decide no casarse con ella porque es bizca. Poco después, se marcha del pueblo y acaba casándose con otra mujer. Manuel descubre que su esposa tiene un amante y los mata a ambos de un disparo. Cuando vuelve al pueblo todo el mundo lo rechaza menos Andrea, que se ha casado con otro hombre y es feliz.

### La confesión de Alma(1896)
Un periodista habla sobre cuatro hombres a los que han ahorcado ese día y, cuando acaba con su trabajo, se pone a leer su cuaderno de memorias y ve que ese día hay una reunión en casa de la señora Stevenson, una mujer de clase alta que celebra reuniones todos los viernes. El periodista acude a esta reunión y en ella se nos introduce en una segunda historia contada por una de las asistentes, la historia de Alma Hyer. Alma se enamoró de un inglés, Reginald Morton, que jugó con sus sentimientos. Cuando Alma se decidió a confesarle su amor, Reginald la rechazó de forma fría y, poco después, abandonó el país para irse a América Central donde acabó casándose con una mujer a la que le correspondía una gran herencia. Finalizado el relato, de vuelta en la historia marco, uno de los invitados pregunta si para esos hombres no hay horca.

### La venganza(1903)
María de la Esperanza, hija de un matrimonio adinerado, cae enferma. Su madre celosa de la relación tan estrecha que guardan la niña y la criada Hipólita, obliga a esta a que lleve a su propia hija María Antonia a jugar con la pobre enferma. Como es previsible, María Antonia también enferma con la suerte de que ella consigue salvarse a diferencia de María de la Esperanza que muere. Finalmente, la madre de la fallecida se desmaya ante tal sufrimiento, se golpea la cabeza contra un tiesto y muere. 

## Publicación
La publicación final del libro será el 10 de junio de 2020, a pesar del retraso sufrido debido a la situación de emergencia por la pandemia de la COVID-19. Quedó aplazada la publicación por el Día del libro, así como su presentación en la Feria del Libro de Madrid.